# Justice League Action
„Justice League Action“ е американски супергеройски анимационен телевизионен сериал, базиран на супергеройския екип от „Ди Си Комикс“ – „Лигата на справедливостта“. Сериалът е продуциран от Джим Крийг, Бъч Лукич и Алън Бърнет. Сериалът дебютира по „Картуун Нетуърк“ във Великобритания на 26 ноември 2016 г. и се излъчва премиерно в Съединените щати на 16 декември 2016 г. Първият сезон приключва на 3 юни 2018 г., който отбелязва края на сериала.

## В България
В България сериалът е излъчен по Картуун Нетуърк през 2017 г.
През 2022 г. е достъпен и във HBO Max.
Нахсинхронен дублаж
| Роля                         | Изпълнител      |
| ---------------------------- | --------------- |
| Батман                       | Стефан Стефанов |
| Супермен                     | Васил Бинев     |
| Жената-чудо                  | Петя Абаджиева  |
| Жокера                       | Георги Стоянов  |
| Киборг Мерлин                | Ненчо Балабанов |
| Черния Адам Мартин Стайн     | Радослав Рачев  |
| Блатния Космически таксиджия | Камен Асенов    |
| Дедшот                       | Антон Порязов   |
| Файърсторм/Рони Реймънд      | Мартин Герасков |

| Обработка           | студио „Про Филмс“ |
| ------------------- | ------------------ |
| Режисьор на дублажа | ?                  |